# Kittipong Pathomsuk
Kittipong Pathomsuk (thailändisch กิตติพงษ์ ปถมสุข, * 10. April 1995; † 20. September 2024) war ein thailändischer Fußballspieler.

## Karriere
Kittipong Pathomsuk stand bis Ende 2015 beim Zweitligisten Police United unter Vertrag. Mit dem Verein aus Bangkok wurde er Ende 2015 Meister der zweiten Liga, der Thai Premier League Division 1. Aus finanziellen Gründen verzichtete der Verein auf den Aufstieg in die erste Liga. Nach der Meisterschaft verließ er den Verein und schloss sich ein Jahr dem Dome FC aus Pathum Thani an. Der Verein spielte in der dritten Liga, der Regional League Division 2, Mit dem Verein trat er in der Bangkok Region an. 2017 nahm ihn der Zweitligist Air Force Central unter Vertrag. Mit dem Bangkoker Verein wurde er am Ende der Saison Vizemeister und stieg in die erste Liga auf. Für die Air Force absolvierte er 19 Erstligaspiele. Nach einem Jahr musste er mit dem Klub wieder in die zweite Liga absteigen. Nach dem Abstieg unterschrieb er Anfang 2019 in Chiangmai einen Vertrag beim Zweitligaaufsteiger JL Chiangmai United FC. Ende 2019 wurde sein Vertrag nicht verlängert. Seit Anfang 2020 war er vertrags- und vereinslos.
Am 20. September 2024 kamen er und seine Ehefrau bei einem Autounfall in Bangkok ums Leben.

## Erfolge
Police United
- Thai Premier League Division 1: 2015